# National Cricket League 2016/17
Der National Cricket League 2016/17 war die 18. Saison des nationalen First-Class-Cricket-Wettbewerbes in Bangladesch und wurde vom 25. September 2016 bis zum 6. Januar 2017 ausgetragen. Gewinner war Khulna Division, die ihre fünfte Meisterschaft gewannen.

## Format
Die acht Mannschaften spielten in zwei Divisionen gegen jedes andere Team jeweils zwei Mal. Für einen Sieg gibt es 10 Punkte, für ein Unentschieden fünf, für ein Remis drei und für ein abgesagtes Spiel drei Punkte. Zusätzlich gibt es Bonuspunkte für die Batting und Bowling Leistungen im ersten Innings. Die Mannschaft in der ersten Division mit den meisten Punkten am Saisonende gewinnt den Wettbewerb.

## Resultate

### Division 1
Tabelle
| Team             | Sp. | S | N | R | WLF | LWF | DWF | TWF | Bat | Bwl | Punkte |
| ---------------- | --- | - | - | - | --- | --- | --- | --- | --- | --- | ------ |
| Khulna Division  | 6   | 2 | 0 | 2 | 0   | 0   | 2   | 0   | 10  | 12  | 58     |
| Dhaka Division   | 6   | 2 | 0 | 2 | 0   | 0   | 2   | 0   | 9   | 9   | 54     |
| Barisal Division | 6   | 0 | 2 | 3 | 0   | 0   | 1   | 0   | 6   | 14  | 33     |
| Dhaka Metropolis | 6   | 0 | 2 | 3 | 0   | 0   | 1   | 0   | 1   | 15  | 29     |

### Division 2
Tabelle
| Team                | Sp. | S | N | R | WLF | LWF | DWF | TWF | Bat | Bwl | Punkte |
| ------------------- | --- | - | - | - | --- | --- | --- | --- | --- | --- | ------ |
| Rangpur Division    | 6   | 2 | 0 | 2 | 1   | 0   | 1   | 0   | 13  | 17  | 72     |
| Rajshahi Division   | 5   | 1 | 0 | 1 | 2   | 0   | 1   | 0   | 5   | 18  | 61     |
| Sylhet Division     | 4   | 0 | 1 | 1 | 0   | 2   | 0   | 0   | 6   | 17  | 28     |
| Chittagong Division | 7   | 0 | 2 | 2 | 0   | 1   | 2   | 0   | 9   | 13  | 37     |